# Bram Charité
Abraham „Bram” Charité (ur. 25 sierpnia 1917 w Hadze, zm. 26 lutego 1991 tamże) – holenderski sztangista. Brązowy medalista olimpijski z Londynu.
Zawody w 1948 były jego pierwszymi igrzyskami olimpijskimi. Zajął trzecie miejsce w rywalizacji w wadze ciężkiej (powyżej 82,5 kg). Wyprzedzili go Amerykanie John Davis i Norbert Schemansky. Wynik ten dał mu równocześnie tytuł mistrza Europy.